# Kyohei Yamashita
Kyohei Yamashita (en japonés: 山下恭平, Yamashita Kyohei, 12 de octubre de 1998) es un deportista japonés que compite en bádminton.
Ganó una medalla de bronce en el Campeonato Mundial de Bádminton de 2021, en la prueba de dobles mixto. En los Juegos Asiáticos de 2022 consiguió una medalla de bronce en la prueba de equipo.

## Palmarés internacional
| Campeonato Mundial | Campeonato Mundial | Campeonato Mundial | Campeonato Mundial |
| Año                | Lugar              | Medalla            | Prueba             |
| ------------------ | ------------------ | ------------------ | ------------------ |
| 2021               | Huelva (España)    | Medalla de bronce  | Dobles mixto       |
| Juegos Asiáticos   |                    |                    |                    |
| Año                | Lugar              | Medalla            | Prueba             |
| 2022               | Hangzhou (China)   | Medalla de bronce  | Equipo             |